# Foothill Boulevard
Foothill Boulevard est une route importante dans la ville et le comté de Los Angeles, c'est une artère est-ouest de la ville et du comté de San Bernardino. Elle s'étend sur 97 km. Comme son nom l'indique, Foothill Boulevard passe au pied des montagnes de San Bernardino et San Gabriel.

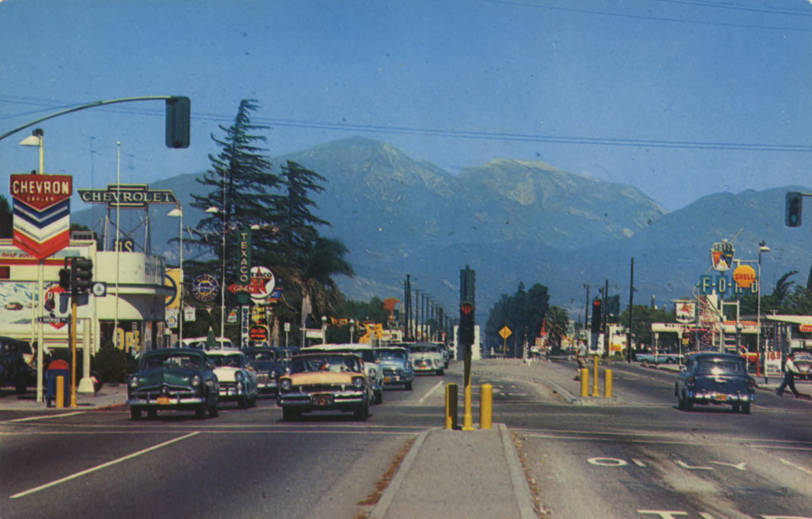
Vue du Foothill Boulevard, avec les montagnes de San Bernardino en arrière plan.

Sur la plus grande partie de son tracé, Foothill Boulevard correspond à la Route 66 historique, et de nombreux restaurants et établissements qui bordent la routent reprennent l'architecture et le style des années 1950.